# 광공해

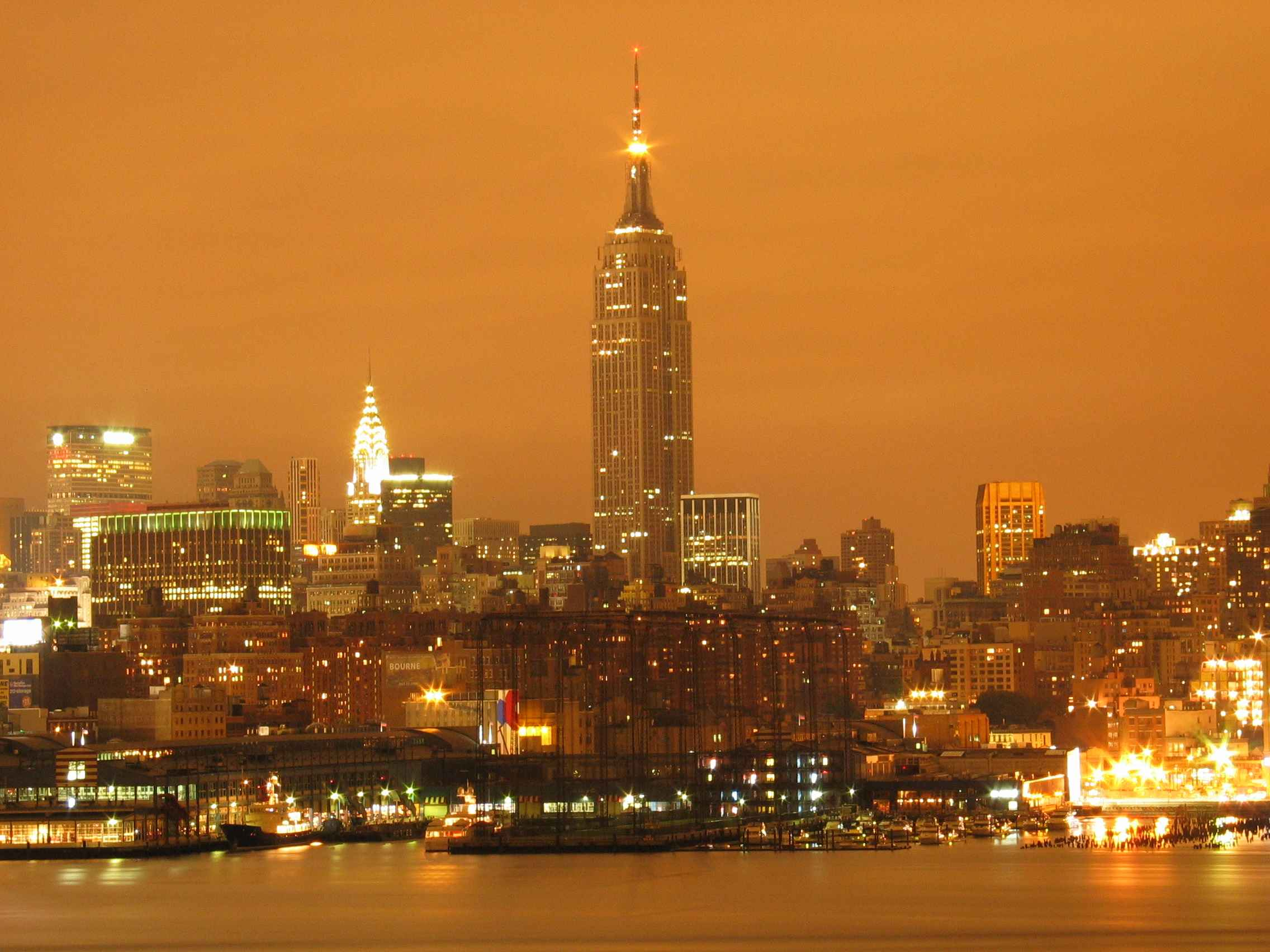
뉴욕의 밤.

광공해(光公害, 영어: light pollution)는 인간에 의해 발생된, 과잉 또는 필요 이상의 빛에 의한 공해(公害)를 말한다. 광해(光害), 빛공해라고도 부른다. 밤하늘이 밝아지면 생태계를 교란시키고 건강에 해를 주며, 도시인들이 보는 별빛을 흐리고 천문대의 관측을 방해한다. 에너지 낭비의 원인이 되기도 한다. 빛공해는 산업화로 인한 부작용 중 하나이며, 고도로 공업화되어 인구가 밀집한 곳일수록 심각하다.
1980년대 이후로 전지구적으로 빛공해를 줄이려는 별하늘 찾기 운동이 등장하였다.

## 유형
빛공해는,  그다지 필요하지 않은 인공 불빛으로부터 생겨나는 여러 가지 문제들을 가리킨다. 빛공해는 빛의 침입(Light trespass), 과도 조명(over-illumination), 눈부심(glare), 빛의 혼란(light clutter), 밤하늘에의 영향(sky glow) 등으로 그 유형을 나눌 수 있다. 하나의 광원은 종종 여러 가지 유형에 해당된다.

### 침입광
빛의 침입(light trespass)은 원치 않는 빛이 주거지에 들어갔을 때에 일어난다. 예를 들면, 이웃 담장 너머를 비추는 경우가 이에 해당된다. 통상의 빛의 침입은 강한 불빛이 외부에서 누군가의 집 창문으로 들어갈 때에 문제가 되며, 불면증을 유발하거나 조망권을 해치기도 한다.

### 과도 조명
과도 조명(over-illumination)은 필요 이상의 빛을 사용하는 것을 말한다.
과도 조명은 다음과 같은 여러 가지 요인에 의해 발생한다.
- 시한/감지 장치를 사용하지 않는 등, 필요할 때만 사용하도록 제어하지 않는 경우
- 부적당한 설계로 작업 공간의 해당 업무에 필요한 것보다 많은 조명을 지정한 경우
- 정착물이나 전구를 잘못 선택하여 빛이 원하는 곳에 비추지 않는 경우
- 건축 관리자와 주민에 대한 교육이 불완전하여 조명 체계를 효과적으로 사용하지 못하는 경우
- 조명에 대한 관리 불충분으로 빛이 어긋나 전력이 낭비되는 경우
- 낡은 수은등을 보다 효율적인 나트륨이나 할로겐등으로 바꾸면서 같은 전력량의 것을 사용하는 경우

### 눈부심
눈부심(glare)은 두 개의 다른 유형으로 나눌 수 있다. 그 하나는 영국 천문학회의 '어두운 밤 캠페인'(Campaign for Dark Skies)의 진행자 밥 미즌(Bob Mizon)이 그의 책에서 기술하였다. 그 분류는 다음과 같다.
- '눈이 보이지 않는 눈부심'(Blinding glare)은 태양을 응시할 때와 같은 효과이다. 이는 전혀 앞이 보이지 않게 하고 일시적 또는 영구적으로 시력을 잃게 만든다.
- '방해가 되는 눈부심'(Disability glare)은 맞은편 차의 불빛으로 앞이 보이지 않거나, 안개 또는 눈에서 빛이 산란되어 선명도를 줄이는 경우, 인쇄한 종이의 표면이 반짝여 시각적 능력을 현저히 감소시킨다.
- '불편한 눈부심'(Discomfort glare)은 그 자체로는 일반적으로 위험한 상황을 초래하지 않으며, 기껏해야 거슬리고 짜증나는 정도이다. 이는 장시간 노출되면 피로를 유발할 수도 있다.

## 영향

### 천체관측

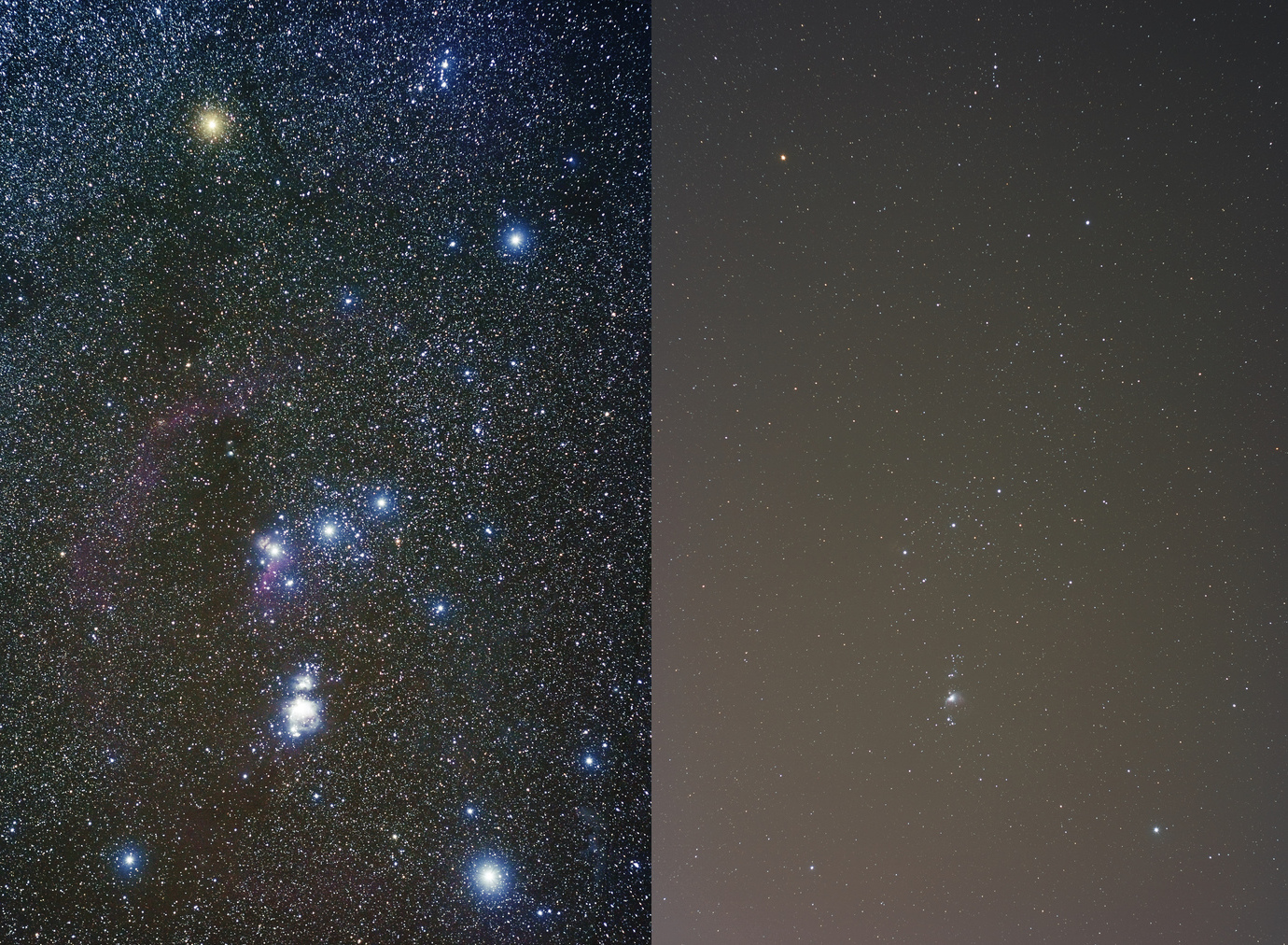
어두운 지역과 대도시 근교에서의 오리온자리

빛공해의 영향으로서 가장 대표적인 것이 밤하늘이 밝아져 별이 보이지 않게 되는 현상이다. 자연 상태의 밤하늘은 육안으로 수천 개의 별과 은하수가 분명하게 보인다. 하지만, 빛공해가 진행된 지역에서는, 은하수가 전혀 보이지 않는 것은 물론, 육안으로 볼 수 있는 별들도 매우 한정된다.
빛공해로 인하여, 천문대나 아마추어 천문가의 천체관측과 사진촬영 등이 방해되기도 한다. 민감한 천체관측기기는 작은 불빛이라도 큰 영향을 준다. 천문대가 만들어진 후에 부근의 도시가 크게 성장하여 가로등의 주황색 빛이 천문대의 관측에 큰 지장을 주기도 한다. 또한, 광공해가 있는 시가지 부근에서 천체사진을 장시간 노출시켜 촬영하게 되면, 가로등의 빛에 의해 화면 전체가 밝은 녹색이 된다.

### 생태계
빛공해가 인간이나 동물, 곤충,식물 등의 행동에 영향을 끼치기도 한다. 웰즈리(Wellesley) 대학에서 동물 플랑크톤에 대한 연구를 하는 마리안 무어는 호수 주변의 빛공해가 수면의 조류를 먹는 물고기의 포식행위를 막아 적조 등의 해로운 조류가 증가, 물고기를 전멸시키는 원인이 되었다고 주장한다. 그 외에도 생태계에 영향을 줄 가능성이 있다. 예를 들면, 밤에 피는 꽃을 옮기는 벌의 행동 변화 등이다. 많은 곤충학자들은 야간의 조명이 벌의 비행능력을 방해하고 있다고 주장한다. 조류(새)에도 유사한 주장을 하기도 한다.

### 에너지 낭비
조명의 과잉 사용과, 사람 생활권 바깥인 하늘을 행하여 빛이 새어 나가는 것은 에너지 낭비이다. 국제 에너지 기관에 의한 2006년의 발표에는 현재와 같이 부적절한 조명의 이용이 계속되면 2030년에는 조명에 사용되는 전력이 80% 증가되지만, 적절하게 사용하면 2030년이라도 현재와 같은 수준의 소비전력으로 억제할 수 있다고 주장하였다.

### 신체
어두울 때 신체는 멜라토닌이라는 호르몬을 분비하는데, 이 호르몬은 암을 포함한 병을 막는 효과가 있다. 그러나, 조금이라도 불빛이 있으면 이 호르몬은 생산이 중단된다.

### 기타 영향
가로등의 과도한 밝기가 보행자와 운전자에 위험을 부르기도 한다. 밤중에 가로등에서 눈부신 빛이 눈에 비치면 어두운 곳을 보기 위해 열려 있던 동공이 수축되어 다시 적응하는 데에 시간이 걸리기도 한다.

## 원인
빛공해의 원인이 되는 빛은 가정과 사회 곳곳에서 나온다. 간판 및 네온사인, 공장, 가로등, 스포츠 경기장의 조명 등이 빛공해를 유발한다.

## 대책
다른 공해와는 달리, 빛공해를 막는 것은 그다지 어렵지 않다. 빛을 없애면 어두운 하늘로 돌아오는 것이다. 하지만, 이를 실행하기는 매우 어렵다. 빛공해는 사회의 산업화와 깊은 연관이 있다.
가로등은, 윗쪽에 반사재가 있는 덮개를 붙여 놓는 것으로 불필요한 방향으로 빛이 새는 것을 막고 적절한 반사로 필요한 방향에만 높은 효율로 빛이 닿도록 하는 방식으로 교체할 것이 요구된다. 또한, 광원에 대하여도, 효율이 좋은 것을 사용해야 한다.
집 밖으로의 불필요한 조명을 막아 빛공해를 방지할 수 있다. 예를 들면, 사람이 있을 때에만 불을 켜는 등의 대책이 있으면, 그만큼 빛공해를 막고 에너지를 절약할 수 있다.

### 미국
미국에서는, 주요 천문대의 주위에 직경 수십 km의 빛의 방출이 엄격하게 제한되어 있는 지역이 설정되기도 한다. 1980년에는, 캘리포니아주의 새너제이에 가까이 있는 릭 천문대에 대한 영향을 막기 위해 모든 가로등이 나트륨 램프로 교체되었다. 애리조나주 투손시에서는 조례에 의해 시내 전지역에 광원에 대한 규제가 있다. 특히, 키트피크 국립천문대의 반경 35마일과 마운트 홉킨스 천문대의 반경 25마일에서는 옥외조명으로 석영등, 메탈 할라이드 램프의 사용을 금지하고 있으며, 기타의 광원에 대해서도 완전 차광을 권유하고 있다. 유사한 내용이 하와이주 등에서도 실행되고 있다.

### 일본
일본에서는 1988년부터 빛공해와 대기오염 문제에 관심을 갖도록 전국의 일반시민이 참가하는 '전국밤하늘계속관찰(일본어: 全国星空継続観察)'이 열렸다. 또한, 1998년 3월 30일에는 환경청에 의해 '광해 대책 가이드라인(일본어: 光害対策ガイドライン)'이 책정되었다. 전국 각지의 자치단체도 오락실 등으로부터 발생하는 불필요한 서치라이트를 금지하는 조례가 제정되어 있다. 오카야마현 비세이 마을(美星町)에서 1989년 11월 22일에 아름다운 별밤을 지키기 위한 '광공해방지조례'가 제정된 것을 시작으로, 오카야마 현, 사가 현, 구마모토 현에서도 현으로서 서치라이트를 금지하는 조례를 제정하였다.
오징어잡이 배의 등불에 대한 대책으로서는 청색 발광 다이오드를 사용한 집어등이 시험중이다. 종래의 메탈 할라이드 등을 사용한 집어등과 비교하면 소비전력이 1/50 ~ 1/100 정도로, 지향성이 높아 불필요한 방향으로 새는 빛도 적으며, 기기의 수명도 길지만, 아직 실용화되어 있지는 않다.

### 대한민국
1992년부터 매년 8월, 동아일보와 과학동아에서 ‘대기오염 측정을 위한 전국 밤하늘 관측회’를 주최하였다. 도시와 근교를 중심으로 한 전국 11개 지역에서 3일간 관측하여 그 결과를 발표하는 것으로, 1994년까지 계속되었다.
2004년부터는 에너지시민연대를 중심으로 하여 ‘불을 끄고 별을 켜다’라는 구호로 매년 8월 중 하루에 21시부터 5분간 자발적으로 소등하는 ‘에너지의 날’ 행사를 개최하고 있다.
2009년, 연세대 천문우주학과 연구팀에서 한국과학창의재단의 학부생연구프로그램으로 서울·경기 지역의 밤하늘 밝기를 측정하여 빛공해 지도를 작성·발표하였다. 이에 따르면, 경기 일대의 밤하늘 평균 밝기는 17.19 등급이며 가장 어두운 것으로 측정된 것은 평균 밝기는 19.58 등급의 파주시 법원읍으로, 달 없는 밤에 평균 5등성까지 관측이 가능하다.
또한, 2009년 9월에 창단된 빛공해 방지 캠페인 홍보단인 "어두운 밤하늘을 사랑하는 사람들"은 빛공해와 관련된 많은 행사 및 사업을 진행하고 있다.
2009년 서울시에서는 빛공해를 방지하는 조례안을 만들어 입법예고하였고, 2011년 2월 27일에는 〈빛 공해 방지 및 도시 조명관리 조례〉를 공포, 공공부문부터 시행하였다.
2009년 9월 발의된 빛공해 방지법이 2012년 2월 1일 〈인공조명에 의한 빛공해 방지법〉으로 공포되어 2013년 2월부터 시행되었다. 2014년 5월, 환경부는 빛공해 방지법에 따라 2018년까지 전국에 빛공해 기준을 적용하는 ‘제1차 빛공해방지종합계획’을 마련하였다고 발표하였다.

## 같이 보기
- 조명
- 전국밤하늘계속관찰
- 별하늘 찾기 운동
- 에너지 절약
- 지구의 시간